# Семёновское (Ивановский район)
Семёновское — село в Ивановском районе Ивановской области России, входит в состав Беляницкого сельского поселения.

## География
Село расположено в 7 км на север от Иванова на автодороге Р600 Иваново — Кострома.

## История
В 1795-1804 годах на средства помещика Ильи Михайловича Поливанова и прихожан вместо бывшей деревянной церкви была построена каменная с колокольней и оградой. Престолов в церкви было три: в холодной — в честь Праведного Симеона Богоприимца и Пророчицы Анны, в теплой трапезе во имя Святой мученицы Параскевы и во имя Святого Пророка Божьего Илии. В 1884 году в селе была открыта церковно-приходская школа. 
В конце XIX — начале XX века село входило в состав Авдотьинской волости Шуйского уезда Владимирской губернии. В 1859 году в селе числилось 13 дворов, в 1905 году — 28 дворов.

## Население
| 1859 | 1905 |
| ---- | ---- |
| 132  | 165  |

| 1859 | 1905 | 2010 |
| ---- | ---- | ---- |
| 132  | ↗165 | ↘109 |

## Достопримечательности
В селе расположена действующая Церковь Симеона и Анны.